# SB-Limit
Das SB-Limit (Tageslimit), wird auch als Selbstbedienungskonto bezeichnet, gibt bei einem Selbstbedienungsbankkonto die maximale tägliche Menge Geld an, die von diesem Konto per Online Banking abgehoben oder überwiesen werden kann. Diese Grenze wird von den Banken gesetzt, damit eventuelle Betrugsversuche von Dritten mit unrechtmäßigem Zugriff auf das Konto begrenzt werden.
Bei einem SB-Konto kümmert sich der Kunde selbst um die Kontoführung, kann Geld abheben, seinen Kontoauszug ausdrucken, Überweisungen tätigen und auch den täglichen SB-Betrag (also das SB-Limit) ändern.